# Vicinální
Jako vicinální, zkráceně vic, se v chemii označují funkční skupiny navázané na dva sousedící atomy uhlíku (například v polohách 1,2).

## Příklady
V molekule 2,3-dibrombutanu se nachází dva vicinální atomy bromu, u 1,3-dibrombutanu nikoliv. Označení vicinální se obvykle používá pouze tehdy, pokud jsou oba substituenty stejné funkční skupiny.
Podobně se používá označení geminální u sloučenin, například 1,1-dibrombutanu, které mají dva substituenty napojené na stejný atom. Méně časté označení hominální se někdy používá u sloučenin se substituenty navázanými na atomy uhlíku oddělené jedním dalším atomem.
|        | Srovnání geminálně, vicinálně a izolovaně substituovaných sloučenin |           |           |           |
|        | Alkan                                                               | geminální | vicinální | izolovaný |
| Methan |                                                                     |           | není      | není      |
| Ethan  |                                                                     |           |           | není      |
| Propan |                                                                     |           |           |           |

Podobně jako jiné předpony, například syn-, anti-, exo a endo označení vicinální pomáhá popsat strukturní a prostorové vztahy mezi různými částmi molekuly. Jako vicinální se často popisují pouze sloučeniny, u kterých jsou oba příslušné substituenty navázány na funkční skupiny stelného typu. Lze jej použít i u aromatických sloučenin.